# KAMATAKI(窯焚)
『KAMATAKI (窯焚)』（かまたき）は、2005年製作、2008年公開の日本・カナダ合作映画。監督は、クロード・ガニオン。主演は、藤竜也とマット・スマイリー。R-18指定作品。

## あらすじ
信楽の町（滋賀県）で陶芸家をする主人公・琢磨のもとに、数ヶ月前父を亡くしたショックで自分を見失っている甥のケンがカナダからやって来る。その数日前ケンの母親から手紙で「息子の助けになってほしい」と頼まれた琢磨は、少しでも気分が晴れるならと、妻・みをを紹介し信楽の町でしばしの間彼を預かることに。琢磨は、ケンに家の掃除などをしてもらいながら、気晴らしに地元で外食したりライブハウスで音楽を聞きに行くが、彼の表情は浮かないまま。
ある夜、琢磨はケンを連れて酒を飲みにバーに行くが、ケンは親しげに話しかけてくる店の女性に「そんな気分じゃない」と冷たい態度を取ってしまう。さらに自暴自棄になり琢磨とも衝突したケンは、酒を飲んだにもかかわらず車で帰ろうとして飲酒運転で警察の世話になってしまう。その後帰宅したケンは反省し、翌日彼とみをに謝罪すると許してもらうが、この日を境にケンに心境の変化が訪れる。翌日家にあった琢磨の作品をじっくり見たケンは、作品に惹かれ「焼き物作りを手伝わせてほしい」と頼み琢磨から承諾をもらう。
ケンは琢磨の焼き物作りを手伝い始め、そこへ以前から時々焼き物の勉強をしに来る女性・リタも加わり窯焚きに取り掛かる。初めて窯焚き作業をしたケンはヤケドしそうな熱さに思わず後ずさるが、琢磨は「火から逃げると攻撃（ヤケド）される。火と向き合え」と助言をする。数日かけてリタと作業を続ける内に異性として意識し始め久しぶりに高揚し体の関係を持つが、数日後彼女の帰国の日が訪れそのまま離れ離れに。
ある日、ケンは琢磨から1人で一晩の窯焚きの火の番を頼まれ無事に朝を迎えると、みをから「琢磨が体調を崩してしばらく仕事ができなくなった」と告げられる。徹夜明けのケンは琢磨の分も頑張ろうと張り切るが、後日窯の火が弱まってしまい母屋にいる彼の助けを借りようとする。しかしみをから「（琢磨は）まだ体調が悪く眠っている」と聞かされたケンは、1人で奮闘するしかなくその夜も徹夜し試行錯誤の末何とか火の勢いを取り戻すことに成功。数日後の朝ケンのもとに現れた琢磨から1人で窯焚きができたことを認められると、ケンはいつの間にか生きる気力を取り戻していることに気づくのだった。

## キャスト
琢磨
演 - 藤竜也
信楽焼の陶芸家。ケンとは得意の英語で会話する。穏やかな性格だがひょうひょうとしており弟子から「行動が読めない」と評されている。生前ケンの父とあることでケンカして絶交状態となっていた。弟子は外国人ばかりで焼き物の根本から学びたいという人だけを受け入れている。趣味は、理容師がひげ剃りで使うような西洋剃刀（カミソリ）の収集で自宅にある一室の壁に飾っている。
ケン
演 - マット・スマイリー
琢磨の甥。日本とカナダのハーフ。冒頭で来日し琢磨の家の弟子たちが寝起きする建物で生活を始める。数ヶ月に亡くなった父の死のショックを引きずり表情が暗く心がやや不安定な状態。日本語は全く話せないが数日後あいさつ程度の日本語を覚える。パーマがかった髪型をしている。カナダにいた頃から日本料理も食べていたため琢磨たちとの食事も特に困っていない。琢磨たちとの生活で気持ちに変化が現れる。
みを
演 - 渡辺奈穂
琢磨の妻。琢磨ほどではないが簡単な英語と日本語を交えながらケンと会話する。普段は琢磨たちの食事作りを担当し、空いた時間は刈谷と買い物に行ったり趣味で地元の和太鼓仲間たちと太鼓を叩いている。
刈谷先生
演 - 吉行和子
琢磨の陶芸の師匠の妻。夫は既に亡くなっている。琢磨夫妻の家の離れで寝起きし、食事などは母屋で琢磨たちと一緒にしている。普段は家に花を飾ったり本を読んだり穏やかに過ごしている。
リタ
演 - リーソル・ウィルカーソン
琢磨の弟子。アメリカ人女性。来日して5年目で簡単な日本語なら話せる。琢磨の所には以前から年に数回、2週間程度泊まり込みで焼き物の勉強をしに訪れるという生活をしている。朗らかな女性で弟子生活も楽しく学んでいる。ケンにとって先輩弟子で、見習いのケンに作業のやり方を教える。
スコット
演 - クリストファー・ハイアーダール
琢磨の作品作りを1週間の予定で手伝いに来るアメリカ人男性。髪の毛を後ろで縛っている。自身によると作品作りにはあまり手間をかけないタイプとのこと。

## スタッフ
- 監督 - クロード・ガニオン
- エクゼクティブ・プロデューサー - 磯部信夫
- プロデューサー - ユリ・ヨシムラ＝ガニオン、サミュエル・ガニオン、神崎透
- 脚本 - クロード・ガニオン
- 撮影 - 浦田秀穂
- 主題歌 - ジョラン
- 美術 - 竹山聖
- 録音 - 川嶋一義
- 編集 - クロード・ガニオン
- スチール - 阿頼耶文空
- 助監督 - 宮平貴子
- 照明 - 常谷良雄
- 陶芸指導 - 神崎紫峰